# 熱き愛に時は流れて
『熱き愛に時は流れて』（あつきあいにときはながれて、When I Fall in Love,米題:Everybody's All-American）は、1988年のアメリカ合衆国のドラマ映画。テイラー・ハックフォード監督、デニス・クエイド、ジェシカ・ラング、ティモシー・ハットン出演。スポーツ・イラストレイテッドに長期連載されていた、フランク・デフォード作の小説『Everybody's All-American』が原作である。カレッジフットボールヒーローの人生の25年間分を描いている。

## ストーリー
1956年、ルイジアナ州立大学のフットボールチーム「タイガース」に所属する同大3年生のギャビン・グレイは、ライバル選手をすり抜けていく様からチームメイトやファンから”ゴースト”と呼ばれていた。彼はいつも勝利に導いてきたため、チームのヒーローとしてルイジアナの有名人になる。
ギャビンは恋人のバブス・ロジャースとともに、大学のパレードに主役として参加し、学生全員から祝福されていた。ギャビンの甥で同大の寮に入っているドニー、通称ケークは、幼い頃からギャビンに面倒を見てもらっており彼をとても尊敬していた。ドニーは寮の部屋を訪ねてきたギャビンから、試合に出る自分の代わりに、バブスの隣の席に座ってほしいと頼まれる。そしてバブスとドニーが観覧席で見ていた試合は、ギャビンが大活躍してタイガースが勝利する。試合後のパーティでギャビンは、ドニーにチームメイトのローレンスを紹介する。翌日バブスは、実業家のボーリング・キーリーが経営する自動車ディーラーで撮影会を行っていると、そこにギャビンとドニーらが乗る車がやって来た。ギャビンから彼女を待つように言われたドニーは、バブスにボーリングのカントリークラブで会食の誘いがあることを知らせ、彼女はそれを承諾する。その後ギャビン、ドニー、ローレンスの3人は、スラムにあるレストランを訪れ、そこでローレンスの知り合いで、黒人高校出身の優れたフットボール選手であるナーヴェル・ブルーに会い話をする。するとローレンスからの提案で、走りで勝負することになり、結果は僅差でギャビンが勝利し2人は互いを称えあった。
練習していたギャビンが、スタジアムで泣いているバブスを見つけ駆け寄ると、彼女の夢であるミス・アメリカになるためには未婚でなければならないと審査員から話されたと伝えられる。それを聞いたギャビンは、結婚を延期することを彼女に提案するが、バブスはミス・アメリカよりも彼と結婚し一緒にいられることのほうが大事だと、結婚する決意を固める。その後ドニーを加えた3人で、ボーリングと会食していると、彼から結婚記念のプレゼントとして店の車を贈ると言われるが、アマチュア選手は贈り物を受け取ることはできないとギャビンは固辞する。そして自分に取り入ろうとしているボーリングを非難して、バブスとドニーを連れて退席する。直後バブスから会食のことを泣きながら謝られるが、ギャビンは彼女のせいじゃないと慰め、3人でハンバーガーを食べに行く。
ギャビンと結婚したバブスは、プロに転向した彼の試合を選手の妻として観覧席で見ていたが、アマチュアとの圧倒的な違いを見せ付けられ、ギャビンの将来を不安視する。そして彼女はギャビンに、引退したときに備えて店を経営することを勧め、彼はバーを開店させる。そのバーの店長にはギャビンの推薦で、試合で忙しい彼の代わりに、選手生命を絶たれていたローレンスが務めることになり、店のすべてを彼に任せていた。一方バブスはドニーと久しぶりに会い、大きく変わった私生活について話し合う。そのころギャビンとローレンスは、レストランの裏方として働くブルーを訪ね、プロの選手にならないかと誘うが、彼はフットボールに対する熱が冷めたと話し申し出を断られるが、その後ブルーは差別主義の店に居座ったため逮捕される。妊娠したバブスは、子供のことについてギャビンに話すが、彼はフットボールのことしか考えておらず、さらにそのフットボールも最近は若い選手に負け続けて栄光は過去のものになり、引退する時が迫っていた。そんな中バブスは、歴史学の教授を目指しているドニーに、結婚生活への不満を打ち明ける。

## キャスト
| 役名                       | 俳優                           | 日本語吹替 |
| -------------------------- | ------------------------------ | ---------- |
| ギャビン・グレイ           | デニス・クエイド               | 磯部勉     |
| バブス・ロジャース・グレイ | ジェシカ・ラング               | 池田昌子   |
| ドニー"ケーク"             | ティモシー・ハットン           | 江原正士   |
| ローレンス                 | ジョン・グッドマン             | 飯塚昭三   |
| ナーヴェル・ブルー         | カール・ランブリー             | 大塚明夫   |
| ボーリング・キーリー       | レイ・ベイカー                 | 納谷六朗   |
| ダーリーン・キーリー       | サヴァンナ・スミス・ボーチャー | 火野カチ子 |
| レスリー・ストーン         | パトリシア・クラークソン       |            |
| 連れション男               | ウェイン・ナイト               |            |
| 銃を持った男               | アーロン・ネヴィル             | 西村知道   |
| カフェの主人               | フランク・デフォード           |            |

## スタッフ
- 監督：テイラー・ハックフォード
- 脚本：トーマス・リックマン
- 原作：フランク・デフォード 『Everybody's All-American』
- 製作：テイラー・ハックフォード、イアン・サンダー、ローラ・ジスキン
- 製作総指揮：スチュアート・ベンジャミン
- 撮影監督：スティーヴン・ゴールドブラット,A.S.C.
- プロダクションデザイナー：ジョー・アルヴス（英語版）
- 編集：ドン・ジマーマン,A.C.E.
- 音楽：ジェームズ・ニュートン・ハワード
- 衣裳デザイン：セオドア・ヴァン・ランクル（英語版）
- 日本語字幕：古田由紀子
- 吹替翻訳：石田泰子